# Orchardton Castle

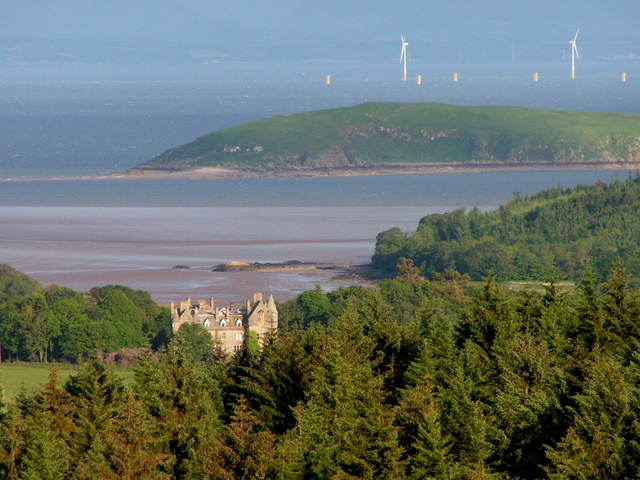
Orchardton Castle von Nordwesten

Orchardton Castle ist ein Schloss im Dorf Auchencairn in der schottischen Council Area Dumfries and Galloway. Historisch lag es in der traditionellen Grafschaft Kirkcudbrightshire. Das im Scottish Baronial Style errichtete Schloss liegt über dem Solway Firth.
Orchardton Castle ist als Denkmal der Kategorie B klassifiziert.

## Geschichte
Das heutige Schloss ließ William Douglas Robinson-Douglas in den 1870er-Jahren an der Stelle eines kleinen Landhauses aus dem Jahre 1769 errichten.
Das Haus von 1769 hatte Sir Robert Maxwell, 7. Baronet von Orchardton, bauen lassen, der eine McLellan von MacLellan’s Castle geheiratet hatte. Dafür waren Teile des Dachstuhles und des Mauerwerks von Orchardton Tower verwendet worden. So entstand ein neues Haus an einem besseren Standort in der Nähe des Meeres. Die Baukosten aber trieben Sir Maxwell in den Bankrott, und 1786 fiel das Anwesen in die Hände von James Douglas, einem Kaufmann aus Liverpool. Dann vererbte er es an William Douglas Robinson-Douglas, der 1878 das neue Schloss in Auftrag gab.
1944 wurde das Schloss in ein Militärhospital für verwundete Offiziere umgewandelt. Nach dem Krieg wurde daraus ein Hotel. 1951 wurde das Anwesen verkauft, blieb aber bis 1960 ein Hotel. Zwischen 1960 und 1981 diente Orchardton Castle als Schule, danach wurde es für Kurse und Konferenzen vor Ort und als Heim für Künstler genutzt. 2003 wurde das Haus erneut verkauft, die folgenden beiden Jahre renoviert: Eine Zentralheizung wurde eingebaut und die elektrische Verteilung wurde erneuert.
Die Besitzer fielen auf einen Bauernfänger herein, als sie 2012 das Schloss verkaufen wollten, und mussten die folgenden dreieinhalb Jahre die Angelegenheit wieder in Ordnung bringen. 2016 wurde das Anwesen erneut für zwei Millionen Pfund angeboten. Im Mai 2018 bot die Eigentümerin das Schloss mitsamt dem zwei Hektar großen Grundstück als Hauptgewinn einer von ihr organisierten Lotterie an.
Seit April 1990 sind sowohl das Haupthaus als auch ein rund 100 Meter südwestlich gelegenes Gebäude mit Stallungen als Listed Building der Kategorie B ausgewiesen.

## Beschreibung
Das Schloss hat ungefähr 48 Räume, davon siebzehn Schlafzimmer und drei abgeschlossene Wohnungen, ein Kino, Bibliotheken und eine Außensauna. In den Gärten und Parks befinden sich Palmen und andere seltene Bäume. Sie erstrecken sich über eine Fläche von über zwei Hektar. Oft findet man hier auch Fasane, Rehe und Pfauen.